# 総合問題B
総合問題B(そうごうもんだいびー)は埼玉県の公立高校前期入試で行われる試験の一つである。

## 実施高校
浦和西　春日部　春日部女子　川口北　川越南　熊谷女子　熊谷西　越谷北　坂戸　杉戸　草加　所沢北　所沢西　豊岡　羽生第一　深谷第一　不動岡　本庄　松山　松山女子　与野　蕨

## 概要
2005年（平成17年）度から上記の高等学校で前期試験の一環として実施される。総合問題Bは中学校の指導要領の中から出題され、制限時間は50分。5教科だけでなく、実技科目からも出題される。総合問題Bは埼玉県の全ての公立高校が行っている訳ではなく、限られた高校のみで実施されている。難易度は非常に高いので、俗に言う難関高で実施されやすい。総合問題Aもあるが、そちらはある程度容易になっている。来年からは受験制度が変更されるので、総合問題Bは平成21年度をもって廃止される予定。

## 出題内容
国語では、古典・漢字・慣用句などが問われやすい。数学では、相似・三平方などである。理科においては幅広く出題されており、容易には解けない問題も多い。社会は主に歴史が出題される。

## 平均点
毎年、出題内容の難易度が異なるため一概には言えないが、50〜60点が平均と言われる。この水準の低さから、相当な難度がうかがえる。数学の問題に関しては正解率1%の問題もあり、中学校の指導要領の難度をはるかに凌駕しているとも言える。